# هارلینجن
هارلینجن، تگزاس (به انگلیسی: Harlingen, Texas) شهری در ایالت تگزاس از ایالات جنوبی ایالات متحده آمریکا است. در سرشماری سال ۲۰۰۰، جمعیت این شهر ۵۷۵۶۴ نفر اعلام شد.